# Pieter Nuyts

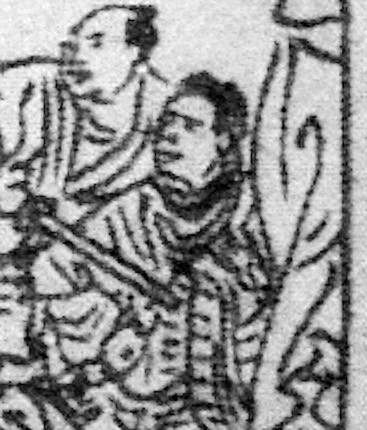

Pieter Nuyts (ur. 1598 w Middelburgu, zm. 11 grudnia 1655 w Hulst) – holenderski żeglarz, urzędnik Holenderskiej Kompanii Wschodnioindyjskiej. W 1627 roku płynąc pod komendą Fransa Thyjssenana odkrył zachodnią i środkową część południowego wybrzeża Australii.